# Расстригин (Киквидзенский район)
Расстригин — хутор в Киквидзенском районе Волгоградской области России. Входит в состав Дубровского сельского поселения.

## География
Хутор находится в северной части Волгоградской области, в степной зоне, в пределах Хопёрско-Бузулукской равнины, на левом берегу реки Бузулук, вблизи места впадения в неё реки Карман, на расстоянии примерно 9 километров (по прямой) к западу-юго-западу (WSW) от станицы Преображенской, административного центра района. Абсолютная высота — 89 метров над уровнем моря.
Часовой пояс
Хутор Расстригин, как и вся Волгоградская область, находится в часовой зоне МСК (московское время). Смещение применяемого времени относительно UTC составляет +3:00.

## Население
| 2010 |
| ---- |
| 127  |

Гендерный состав
По данным Всероссийской переписи населения 2010 года в гендерной структуре населения мужчины составляли 47,2 %, женщины — соответственно 52,8 %.
Национальный состав
Согласно результатам переписи 2002 года, в национальной структуре населения русские составляли 90 % из 207 чел.

## Улицы
Уличная сеть хутора состоит из шести улиц.